# 리처드 웨버
리처드 웨버(영어: Richard Webber)는 숀다 라임스가 제작한 TV 드라마 《그레이 아나토미》의 등장인물이다. 제임스 피킨스 주니어가 연기했다.